# سیارک ۱۹۶۱۸
سیارک ۱۹۶۱۸ (به انگلیسی: 19618 Masa، نامگذاری:1999PN3) نوزده هزار و ششصد و هجدهمین سیارک کشف شده‌است که در ۱۱ اوت ۱۹۹۹ کشف شد.
قدر مطلق سیارک برابر ۱۴٫۱۰ است.